# 拉多斯拉夫·苏希
拉多斯拉夫·苏希（1976年4月7日—），斯洛伐克男子冰球运动员，场上位置是后卫。他曾代表斯洛伐克国家队参加2006年冬季奥林匹克运动会冰球比赛，获得第5名。